# La Fresnaye-au-Sauvage
La Fresnaye-au-Sauvage är en kommun i departementet Orne i regionen Normandie i nordvästra Frankrike. Kommunen ligger i kantonen Putanges-Pont-Écrepin som tillhör arrondissementet Argentan. År 2018 hade La Fresnaye-au-Sauvage 230 invånare.

## Befolkningsutveckling
Antalet invånare i kommunen La Fresnaye-au-Sauvage
| Referens: INSEE |